# 海军河岸

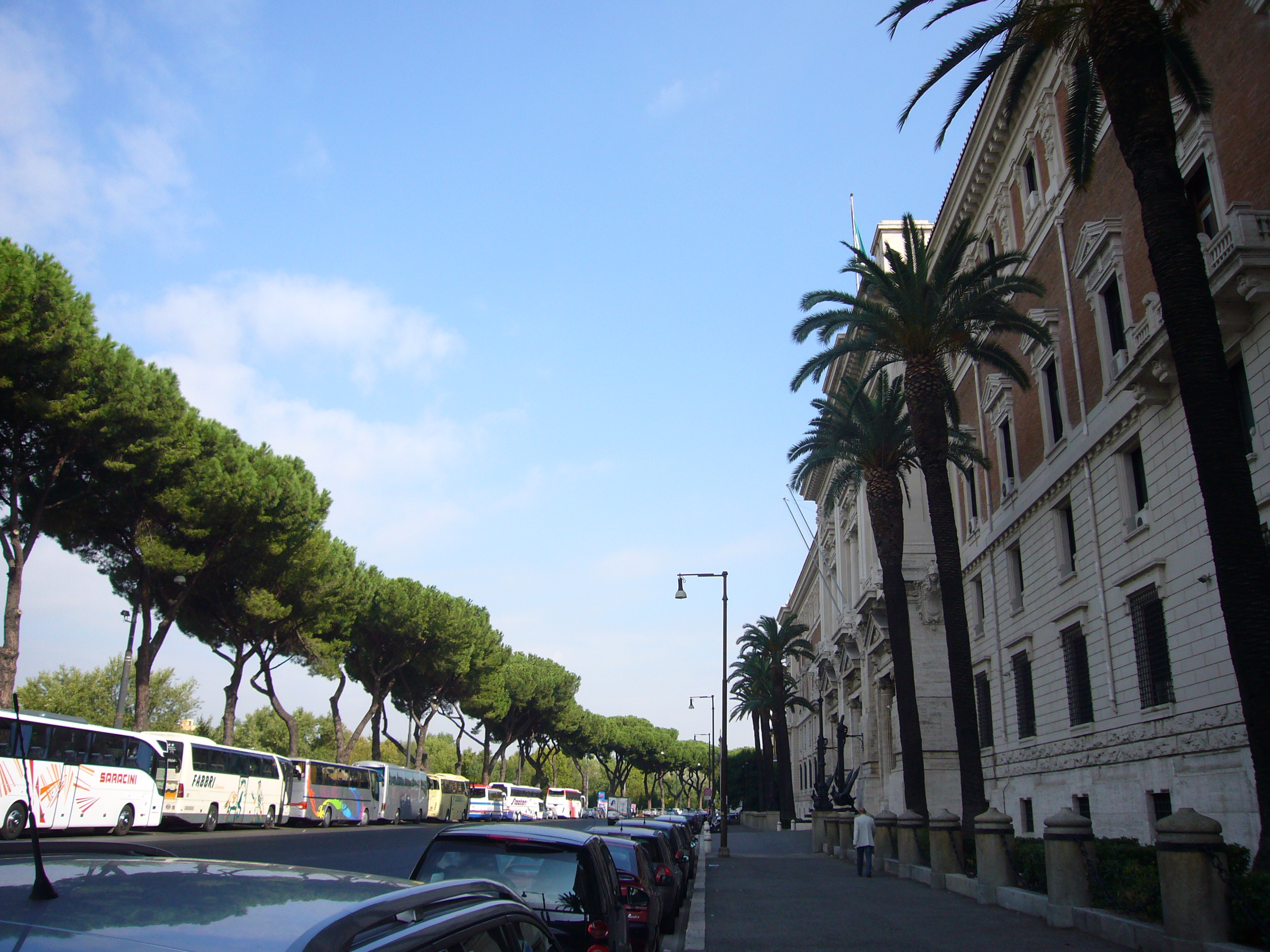

海军河岸（Lungotevere delle Navi）是意大利罗马弗拉米尼奥区的一段台伯河岸，连接吉亚科莫·马泰奥蒂桥与美术广场。
以意大利海军命名，海军部就设在这里，定名于1928年5月7日。
海军部大楼建于1924-1928年，由朱利奥·马尼设计于1914年。新巴洛克风格，入口处有两个锚，属于1918年11月1日在普拉被击沉的两艘奥地利战舰。
在马泰奥蒂桥与复兴运动桥之间，有一处“台伯河城市绿洲”，自1989年以来由世界自然基金会管理。